# Canon EOS 1300D
Die Canon EOS 1300D (in Japan EOS Kiss X80, in den USA EOS Rebel T6) ist eine digitale Spiegelreflex-Kamera des japanischen Herstellers Canon, die in Deutschland im April 2016 auf den Markt gebracht wurde. Sie gilt als Einsteigerkamera ins DSLR-Segment und kann bereits mit Wechselobjektiven verwendet werden.

## Technische Merkmale
Der Bildsensor besitzt eine Auflösung von 18 Megapixel. Die Kamera kann Videoaufnahmen im Full-HD-Format aufnehmen. Ferner besitzt sie folgende Merkmale:
- Integriertes WLAN und NFC
- Eingeschränkter Belichtungsindex von 100 bis 6400.
- Bulb mit dem Wert ISO 800.
- Szenen- und Kreativmodi sowie (halb-)manuelle Modi[1]
- optischer Sucher, der 95 Prozent des Blickfeldes abdeckt[1]